# Spalding n.º 368
Spalding n.º 368 es un municipio rural canadiense situado en la provincia de Saskatchewan.

## Superficie
Spalding n.º 368 tiene una superficie de 811,15 km².

## Demografía
En 2021, tenía 420 habitantes, una densidad poblacional de 0,5 hab./km², y 197 viviendas.